# Loftleiðir
Ne doit pas être confondu avec Loftleiðir Icelandic.
Loftleiðir était une ancienne compagnie aérienne islandaise privée, qui est une des sociétés à l'origine d'Icelandair. Connue à l'international sous les noms Icelandic Airlines et Loftleiðir Icelandic, elle a opéré de 1944 à 1973 avant de fusionner avec Flugfélag Íslands, et de faire partie d'Icelandair.

## Flotte historique

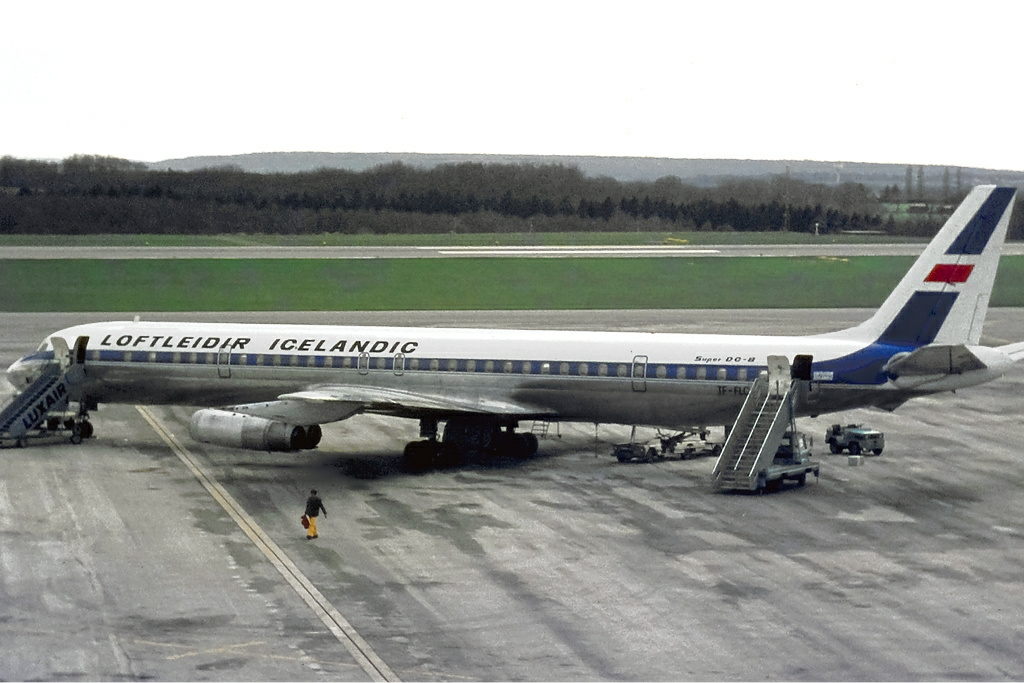
Douglas DC-8